# 呉清源杯中国囲棋新秀争覇戦
呉清源杯中国囲棋新秀争覇戦（ごせいげんはい ちゅうごくいきしんしゅうそうはせん、吴清源杯中国围棋新秀争霸赛）は、中国の囲碁の若手棋士による棋戦。2017年に設立され、18歳以下（女子は20歳以下）の棋士が出場する。2018年には博思軟件杯中国囲棋新秀争覇戦（博思软件杯中国围棋新秀争霸赛）として実施。1、2回戦は中国棋院、準々決勝からは呉清源の故郷である福建省福州市で行われる。
- 主催 中国棋院、福建省囲棋協会
- 共催 博思軟件股分有限公司
- 優勝賞金 12万元

## 方式
- 予選を勝ち抜いた32名が本戦出場しトーナメント戦を行う。5期からは上位8名によるリーグ戦で、同率の場合は勝った相手の勝ち点の合計で順位を決める。
- 持時間は、予選は各1時間、30秒の秒読み3回。本戦は、1-4期は各2時間、1分の秒読み5回、5期からは各1時間、30秒の秒読み3回。

## 成績
（1-4期は決勝戦、左が優勝者。5期-は上位4名）
- 1期 2017年 伊凌涛 - 王沢錦
- 2期 2018年 陳梓健 - 廖元赫
- 3期 2019年 劉宇航 - 方若曦
- 4期 2021年 李昊潼 - 傅健恒
- 5期 2022年 1位 王星昊(7-0)、2位 葉長欣(5-2)、3位 陳豪鑫(4-3)、4位 胡子豪(4-3)
- 6期 2023年 1位 李沢鋭(6-1)、2位 馬靖原(4-3)、3位 王春暉(4-3)、4位 許一笛(4-3)